# Lista de partidos políticos da Armênia
Este artigo lista os partidos políticos da Armênia. A Armênia possui um sistema multipartidário, com numerosos partidos no qual nenhum partido tem sempre a chance de governar sozinho, fazendo com que se articulem em coalizões governamentais.

## Principais partidos
- Partido Armênia Próspera (Bargavadj Hayastani Kusaktsutyun, Բարգավաճ Հայաստանի Կուսակցություն; conservador)
- Federação Revolucionária Armênia (Hay Heghapokhakan Dashnaktsutyun, Հայ Հեղափոխական Դաշնակցություն; socialista, nacionalista)
- Partido Estado de Direito (Orinats Yerkir, Օրինաց Երկիր; centrista)
- Partido Herança (Jarrangutyun, Ժառանգություն; centrista)
- Partido Trabalhista Unido (Miavorvats Ashkhatankayin Kusaktsutyun, Միավորված Աշխատանկային Կուսակցություն; social democrata)
- Partido da Unidade Nacional (Azgayin Miabanutyun, Ազգային Միաբանություն; conservador)
- Partido Novos Tempos (Nor Jamanakner, Նոր Ժամանակներ; centrista)

## Demais partidos
- Partido Comunista da Armênia (Hayastani Komunistakan Kusaktsutyun, Հայաստանի Կոմունիստական Կուսակցություն; comunista)
- Partido Conservador (Pahpanoghakan Kusaktsutyun, Պահպանողական Կուսակցություն; conservador)
- União dos Direitos Constitucionais (Sahmanadrakan Iravunqner Miutyun, Սահմանադրական Իրավունքներ Միություն; conservador)
- Partido Liberal Democrata (Armênia) (Ramkavar Azatakan, Ռամկավար Ազատական; liberal)
- Partido Democrata da Armênia (Hayastani Demokratakan Kusaktsutyun, Հայաստանի Դեմոկրատական Կուսակցություն; conservador)
- Partido Dignidade, Democracia e Pátria (Arjanapanvutyun, Joghovrdavarutyun yev Hayrenik Kusaktsutyun, Արժանապատվություն, ժողովրդավարություն և Հայրենիք Կուսակցություն; nacionalista)
- Partido Lei e Unidade (Iravunk yev Miabanutyun Kusaktsutyun, Իրավունք և Միաբանություն Կուսակցություն; conservador)
- Partido União Democrata Liberal da Armênia (liberal)
- Partido Pátria Poderosa (Hzor Hayrenik, Հզոր Հայրենիք, nacionalista)
- Partido Novo País (Nor Yerkir, Նոր Եերկիր)
- Movimento Nacional Armênio (Hayots Hamazgayin Sharjum, Հայոց Համազգային Շարժում; liberal)
- Partido Popular da Armênia (Hayastani Joghovrdakan Kusaktsutyun, Հայաաստանի Ժողովրդական Կուսակցություն; esquerdista socialista)
- Partido Progressista da Armênia (Hayastani Arratjadem Kusaktsutyun, Հայաստանի Առաջադեմ Կուսակցություն; centrista)
- Partido República (Hanrapetutyun Kusaktsutyun, Հանրապետություն Կուսակցություն; conservador)
- Partido Social Democrata Hntchakiano (Sotsial Demokrat Hntchakyan Kusaktsutyun, Սոցիալ Դեմոկրատ Հնչակյան Կուսակցություն; socialista)
- União das Mulheres e Industriários (Ardyunaberoghneri yev Kanants Miutyun, Արդյունաբերողների և Կանանց Միություն)
- Partido Comunista Unido da Armênia (Hayastani Miatsyal Komunistakan Kusaktsutyun, Հայաստանի Միացյալ Կոմւնիստակն Կուսակցություն; comunista)